# ComX Networks
ComX Networks A/S er en dansk leverandør af bredbåndsløsninger til bolig- og antenneforeninger. Selskabet har hovedsæde i København. Er i dag et datterselskab i TDC-koncernen, som overtog selskabet pr. 1. december 2013.ComX Networks beskæftigede ca. 60 medarbejdere, da selskabet blev indlemmet i TDC.
Virksomhedens primære services er i dag højhastighedsinternet, kabel-TV og bredbånds-TV, IP-telefoni, dørtelefoni og adgangskontrol.

## Historie
Selskabet blev etableret i 2002 og var en aktiv del af en meget en turbulent periode for den danske telebranche, hvor mange selskaber fusionerede, konsoliderede eller gik konkurs.
ComX Networks indgik i flere kontroverser og tabte i 2005 en fogedsag til Viasat om retten til at vise blandt andet TV3. Et forbud, der dog senere blev ophævet.

## Ekstern henvisning
- ComX Networks A/S

55°40′3.6″N 12°22′3.5″Ø / 55.667667°N 12.367639°Ø